# النظام الدولي للمعلومات النووية
النظام الدولي للمعلومات النووية (INIS) هي واحدة من أكبر المجموعات المعلوماتية المنشورة في العالم حول الاستخدامات السلمية للعلوم والتكنولوجيا النووية.

## التاريخ
يقع النظام الدولي للمعلومات النووية في فيينا بالنمسا ويعمل منذ عام 1970.
تدير الوكالة الدولية للطاقة الذرية النظام الدولي للمعلومات النووية (INIS) بالتعاون مع 127 دولة عضو و 24 منظمة دولية متعاونة.